# السا اینشتین
السا انیشتین (به انگلیسی: Elsa Einstein) (۱۸ ژانویه ۱۸۷۶ – ۲۰ دسامبر ۱۹۳۶) همسر دوم و دخترخاله آلبرت انیشتین بود. مادران آنها خواهر بودند و علاوه بر این، پدران آنها عموزاده‌های درجه یک بودند که سبب می‌شد آلبرت و السا از سمت پدری نیز عموزاده‌های درجه دوم باشند. السا در بدو تولد نام خانوادگی انیشتین را داشت اما زمانی‌که برای بار اول ازدواج کرد نام خانوادگی همسرش مکس لوونتال (Max Löwenthal) را برگزید و مجدداً پس از ازدواج با آلبرت اینشتین، در سال ۱۹۱۹ نام خانوادگی اینشتین را به‌دست‌آورد.